# لوئیز فازندا
لوئیز فازندا (انگلیسی: Louise Fazenda؛ ‏ زاده ۱۷ ژوئن ۱۸۹۵ – درگذشته ۱۷ آوریل ۱۹۶۲) بازیگر اهل ایالات متحده آمریکا بود که بیشتر در فیلم‌های کمدی صامت بازی کرده‌است. وی بین سال‌های ۱۹۱۳ تا ۱۹۳۹ میلادی فعالیت می‌کرد.
وی بر اثر خونریزی مغزی در سن ۶۶ سالگی درگذشت

## نگارخانه

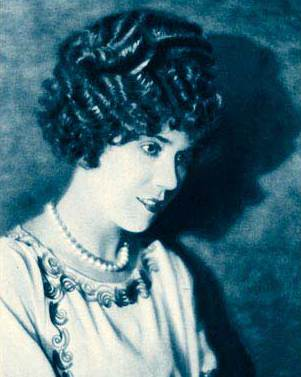
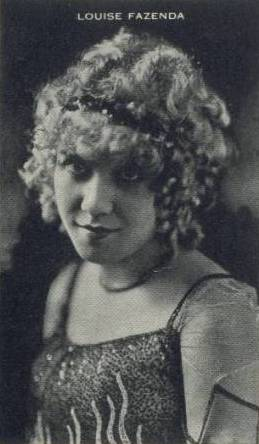

## گزیده فیلم‌شناسی
- آشفتگی عشقی هوگان (۱۹۱۵)
- دستگیره قلعی چاقالو (۱۹۱۵)
- پائین مزرعه (۱۹۲۰)
- سالومه در برابر شنندوا (۱۹۱۹)
- قهرمان یک شهر کوچک (۱۹۲۱)
- مه (۱۹۲۳)
- کوچه هوگان (۱۹۲۵)
- خفاش (۱۹۲۶)
- آسیاب سرخ (۱۹۲۷)
- ترور (۱۹۲۸)
- کشتی نوح (۱۹۲۸)
- دست‌نیافتنی (۱۹۲۸)
- تاکسی ۱۳ (۱۹۲۸)
- نمایش نمایش‌ها (۱۹۲۹)
- تحت هر شرایطی (۱۹۳۰)
- آلیس در سرزمین عجایب (۱۹۳۳)
- گوندولای برادوی (۱۹۳۵)
- بانوی اول (۱۹۳۷)
- راه بازگشت (۱۹۳۷)
- پیردختر (۱۹۳۹)